# Ornithogalum concinnum
Ornithogalum concinunn, popularmente llamada leche de pájaro, es una planta perenne bulbosa de la familia Asparagaceae.

## Descripción
Planta glabra con tallos florales erectos y sin hojas, de 15-35 cm de altura. Hojas lineares de hasta 15 cm de longitud. Flores acampanadas, dispuestas en un racimo denso, cortamente pediceladas, brácteas mucho más largas que los pedicelos; con 6 piezas de hasta 16 mm de longitud, blancas; 6 estambres; estilo menor que el ovario. Fruto en cápsula ovoidea-fusiforme. Florece a final de primavera y en verano.

## Distribución y hábitat
Se trata de un endemismo de ciertas zonas de Portugal y de las regiones más occidentales del Sistema Central español. Localmente abundante en los bordes y en los claros de los melojares y pinares. A veces asciende hasta los piornales.

## Taxonomía
Ornithogalum concinnum fue descrito por (Salisb.)  y publicado en Prodromus stirpium in horto ad Chapel Allerton vigentium 240. 1796.
Citología
Número de cromosomas de Ornithogalum concinnum (Fam. Liliaceae) y táxones infraespecíficos: 2n=36+(3-5B)
Etimología
Ornithogalum: nombre genérico que deriva de las voces griegas  ornithos (pájaro) y gala (leche), por lo que la traducción sería "leche de pájaro". Para algunos autores, este nombre se refiere al color de las flores de muchas especies del género. Para otros, "leche de pájaro" alude a las palabras que aparentemente utilizaban los romanos para indicar que algo es maravilloso.
concinnum: epíteto latino que significa "elegante".
Sinonimia
- Cathissa concinna (Salisb.) Speta
- Cathissa roccensis (Link) Speta
- Ornithogalum roccense Link
- Ornithogalum subcucullatum Rouy & Coincy
- Ornithogalum uniflorum var. concinnum (Salisb.) Ker Gawl.
- Ornithogalum unifolium subsp. concinnum (Salisb.) K.Richt.[6][7]